# Horbatech
Horbatech – wieś w Armenii, w prowincji Wajoc Dzor. W 2011 roku liczyła 242 mieszkańców.